# Шмерах
Шмерах (нем. Schmerach) — река в Германии, протекает в районе Швебиш-Халль земли Баден-Вюртемберг. Площадь водосборного бассейна реки составляет 35,654 км², длина реки — 14,031 км.
Шмерах — крупнейший правый приток Бюлера. На реке расположен небольшой город Ильсхофен. Впадает в Бюлер к северу от деревни Обершеффах. Высота устья — 288,7 над уровнем моря.
Наибольший приток — Хотайхбах (левый, длина 5,57 км).